# Représentation (grammaire)
 (février 2009).
Si vous disposez d'ouvrages ou d'articles de référence ou si vous connaissez des sites web de qualité traitant du thème abordé ici, merci de compléter l'article en donnant les références utiles à sa vérifiabilité et en les liant à la section « Notes et références ».
Pour les articles homonymes, voir Représentation.
En grammaire, on entend par représentation le fait, pour un élément du discours (appelé le représentant ou substitut ou suppléant), de désigner un autre élément quelconque (appelé le représenté). Or, selon que le représenté appartient ou non au domaine linguistique, nous aurons affaire à deux sortes de représentation possible : soit la représentation d'un élément extralinguistique, soit la représentation d'un élément linguistique (mot, syntagme, proposition, phrase…). Les linguistes parlent alors de coréférence: 
« Le chat dort. Il ronronne. »
Les éléments linguistiques « le chat » et « il » sont des représentants. Le groupe nominal « le chat » représente le chat de la réalité extralinguistique (le chat dont je parle, le chat que je peux voir ou toucher…), tandis que le pronom personnel « il » représente le groupe nominal « le chat », élément linguistique, cette fois.
Si le représentant renvoie à un élément extralinguistique, la représentation est de nature référentielle.
Si le représentant renvoie à un élément linguistique, la représentation est de nature textuelle.
- Parmi les différentes catégories de mots de la chaîne parlée, certaines, en plus de leur fonction syntaxique, remplissent une mission de représentation : pour l'essentiel, ce sont les noms, les pronoms et certains adverbes.

- Parmi toutes ces catégories, on notera d'emblée le cas particulier constitué par les possessifs. En effet, les pronoms possessifs, mais également, les groupes nominaux déterminés par un adjectif possessif, sont susceptibles de renvoyer, non pas à un, mais à deux représentés distincts : d'une part, le possesseur, d'autre part, l'objet possédé :

« Ma voiture est en panne. Peux-tu me prêter la tienne ? »
Le groupe nominal « Ma voiture » renvoie à la fois à l'énonciateur (« je ») et à la voiture dont il est question. Le pronom possessif « la tienne » renvoie à la fois au destinataire (« tu ») et au nom « voiture », ce dernier désignant par ailleurs, une autre voiture.
- La notion de représentation est une notion essentielle en linguistique et en grammaire. Elle permet, d'une part, de mieux cerner la différence entre la dimension du langage et la dimension extralinguistique, d'autre part, d'assurer la continuité et la progression du texte par des reprises nominales et pronominales.

## Représentation référentielle
La représentation référentielle est un type de représentation renvoyant à un élément extralinguistique, appelé référent (ou référence). Avec ce premier type de représentation, nous entrons de plain-pied dans la « fonction référentielle du langage ». 

### Généralités sur la représentation référentielle

#### Référent
Le référent est la substance désignée par le discours, la réalité à laquelle renvoie un énoncé, la chose dont on parle, l'élément du réel pointé par le langage, l'objet représenté par la phrase, la réalité objective à laquelle permet d'accéder la parole, bref, la dimension extralinguistique se rapportant à un élément linguistique donné.[réf. nécessaire]
On dit parfois : contexte ou encore, dénotation, mais il semble préférable d'éviter d'employer ces deux termes qui ont d'autres sens en linguistique.

#### Représentant référentiel
Le représentant référentiel (ou nominal) est le type de représentant désignant un référent, et non pas un élément de nature linguistique. Bien entendu, les embrayeurs sont toujours des représentants référentiels, mais tout représentant référentiel n'est pas nécessairement un embrayeur. 
- Toutes les catégories ne sont pas aptes à remplir cette mission : pour l'essentiel, seuls, le nom, le pronom et l'adverbe peuvent jouer le rôle de représentants référentiels.

### Nom, représentant référentiel par excellence
On peut dire, que parmi toutes les catégories, le nom (ou, plus largement, le groupe nominal) est la catégorie la plus apte à désigner le référent : en effet, une des missions du nom, et non des moindres, est de nommer la réalité (ou l'irréalité), la substance (n'oublions pas que les noms étaient jadis appelés substantifs), c'est-à-dire les personnes et les choses que nous pouvons percevoir ou imaginer. Les linguistes parlent volontiers à ce propos de la « fonction référentielle du nom ». Il s'agit pour l'énonciateur, d'utiliser des expressions capables d'isoler (afin de l'identifier) un référent, à l'exclusion d'autres. 
- Précisons cependant au préalable que tous les noms ne peuvent accéder au référent. Les noms abstraits par exemple, (la bonté, la méchanceté, l'intelligence, la bêtise…) ne le peuvent pas :

François est d'une très grande intelligence.
Seul le nom propre « François » renvoie à un référent. Le nom « intelligence » est un mot abstrait ne renvoyant qu'à du sens et pas à un référent (= « François est très intelligent »).

#### Nécessaire actualisation du nom
Mais, pour que le nom puisse effectivement donner accès au référent, pour qu'il soit en mesure de pointer vers la réalité extralinguistique, pour qu'il puisse effectivement exercer sa mission de représentant référentiel, en un mot, pour que le référent soit clairement identifié, il est nécessaire que le nom soit actualisé, et ce, principalement au moyen des déterminants : 
« Les fleurs qui sont sur la table sentent bon. »
Les noms « fleurs » et « table » sont actualisés par les articles définis « les » et « la ».
- Donc, seul un groupe nominal actualisé permet d'identifier le référent, à condition toutefois que soit précisée la situation d'énonciation. Par exemple, les référents de la phrase précédente ne pourront être identifiés que si la situation d'énonciation est connue, faute de quoi, on va se demander de quelles fleurs et de quelle table il s'agit, etc.

- Normalement, un nom employé sans déterminant n'est donc pas actualisé : il reste virtuel, c'est-à-dire, qu'il possède bien un sens (tel qu'on peut le trouver dans le dictionnaire, par exemple), mais que son référent est totalement indéterminé.

#### Cas exceptionnels d'actualisation sans déterminant
Seuls deux groupes de mots n'ont pas besoin d'avoir recours aux déterminants pour être actualisés : ce sont, d'une part les noms propres renvoyant à un référent singulier, d'autre part les dates. Ces deux groupes sont considérés comme des références absolues, c'est-à-dire, que leur identification ne dépend pas de la situation d'énonciation : 
« Victor Hugo est né en 1802. »
Le nom propre « Victor Hugo » renvoie au poète bien connu, et « 1802 » renvoie à l'année 1802. Ces deux référents sont clairement identifiés indépendamment de la situation d'énonciation (qui elle ne l'est pas, dans cet exemple).
- Mis à part ce double cas, il faut citer également la figure de style appelée asyndète (ou disjonction ou parataxe) consistant à supprimer les déterminants (plus précisément, les articles) dans une énumération, afin de donner plus de vivacité à la phrase :

« Adieu, veau, vache, cochon, couvée ! » (Jean de La Fontaine - La Laitière et le Pot au lait)

#### Actualisation avec déterminant
Ce n'est qu'avec l'actualisation d'un nom, que l'on sera fixé sur l'existence de son référent, et peut-être, sur son identification. L'actualisation d'un nom s'effectue au moyen d'un (ou plusieurs) déterminants, et le cas échéant, d'un certain nombre de satellites. L'actualisation peut être complète ou incomplète. 
- Quand le déterminant est un indéfini (article ou adjectif déterminatif), l'actualisation est incomplète ; le référent n'est pas encore identifié, mais on sait qu'il existe :

« Au cours de mes vacances à Rome, j'ai fait la connaissance de deux Américains. »
Le nom « Américains » est déterminé par l'indéfini « deux » (adjectif numéral cardinal). On sait que les Américains existent, et qu'ils sont deux, mais ils ne sont pas identifiables : l'actualisation est donc incomplète pour l'instant.
- Quand le déterminant est un défini (article ou adjectif déterminatif), l'actualisation est complète ; le référent est identifié ou identifiable :

« Les Américains que j'ai rencontrés à Rome passeront me voir l'été prochain. »
Le nom « Américains » est déterminé par un défini « les » (article) et complété par un syntagme verbal satellite (la proposition relative « que j'ai rencontrés à Rome »). Non seulement on sait que les Américains existent mais on peut en plus les identifier : l'actualisation est donc à présent complète.
- L'actualisation complète d'un syntagme nominal est en général réalisée, en partie grâce aux déterminants définis, en partie grâce aux satellites du nom noyau (adjectifs épithètes, compléments de noms et subordonnées relatives déterminatives) :

« Le vase bleu / Le vase en porcelaine / Le vase qui est sur le piano. »
- Toutefois, lorsque la situation d'énonciation le permet, cette actualisation complète peut être réalisée uniquement grâce à un déterminant défini :

« Rodolphe dit en pleurant à sa mère : "J'ai cassé le vase !" »
Rodolphe et sa mère savent qu'actuellement il n'y a qu'un vase dans la pièce où ils se trouvent (situation d'énonciation) : le nom « vase » est donc actualisé par la simple présence de l'article défini « le ». Son référent en conséquence est parfaitement identifiable.
- Lorsqu'un syntagme nominal est déterminé par un adjectif possessif (qui, en tant que déterminant défini, réalise donc une actualisation complète), ce syntagme représente deux éléments, le possesseur et l'objet possédé. Par ailleurs, l'adjectif possessif utilisé en tant qu'embrayeur, a obligatoirement la valeur, soit de la première personne (énonciateur) soit de la deuxième (destinataire) :

« Ma voiture est en panne. »
Le syntagme nominal « ma voiture » est doublement un représentant référentiel, d'une part par rapport à la voiture qu'il désigne, d'autre part par rapport à l'énonciateur, représenté par l'adjectif possessif « ma ».
« Sa Majesté est trop bonne. »
Le syntagme nominal « sa Majesté », bien que déterminé par un adjectif possessif de la troisième personne (« sa »), est bien un représentant référentiel puisque ce possessif a ici une valeur de deuxième personne (= « Votre Majesté… »).

### Pronom, représentant référentiel
De nombreux pronoms assurent également la mission de représentant référentiel. 

#### Pronom personnel
Un pronom personnel représentant référentiel a obligatoirement la valeur, soit de la première personne (énonciateur) soit de la deuxième (destinataire). C'est un embrayeur : 
« Je te parle. Tu me parles. Tu lui parles. Elle me parle. Nous parlons d'eux. Elles parlent de vous. »
Mais que dire du cas où le pronom personnel est un déictique?
Dans la phrase "Il est bizarre", en parlant d'un individu qui semble louche dans la rue, "il" peut très bien être un représentant référentiel dans la mesure où "il" pointe vers l'individu qui appartient au monde réel, ou extralinguistique. Cependant, c'est un déictique, non un embrayeur.

#### Pronom possessif
Un pronom possessif représentant référentiel a obligatoirement la valeur, soit de la première personne (énonciateur) soit de la deuxième (destinataire). C'est un embrayeur aussi : 
« Si ton aspirateur est en panne, je peux te prêter le mien. »
Le pronom possessif « le mien » est à la fois un représentant textuel du mot « aspirateur », et un représentant référentiel de l'énonciateur (« je »).

#### Autres pronoms
- Lorsqu'il est représentant référentiel, un pronom démonstratif est un déictique :

« Regarde celui-là ! Qu'est-ce que c'est ça ? Tout ceci m'intrigue. »
- Certains pronoms indéfinis peuvent être des représentants référentiels :

« Tout l'intéresse. Nul n'est censé ignorer la loi. Donnez-lui quelque chose à manger. On a cambriolé la banque cette nuit. Ne fais pas à autrui ce que tu ne voudrais pas qu'on te fît. »
- Tous les pronoms interrogatifs sont des représentants référentiels sauf « lequel » :

« Que veux-tu ? Qui es-tu ? Où vas-tu ? Pourquoi pars-tu ? Comment fais-tu ? Tu fais quoi, ce soir ? »
- Seuls trois pronoms relatifs peuvent être des représentants référentiels : « qui », « où » et « quiconque ». « Qui » et « où » peuvent être employés avec un antécédent, et que seul « quiconque » est exclusivement un représentant référentiel :

« Qui a bu boira. Où tu iras, j'irai. Quiconque désobéira sera puni. »

### Adverbe, représentant référentiel
Il s'agit surtout des adverbes de lieu et de temps : 
« Aujourd'hui, je reste dedans parce qu'il pleut. / Ce jour-là, il resta dedans parce qu'il pleuvait. »
L'adverbe de lieu « dedans », est un représentant référentiel seulement dans le premier exemple.
« Bientôt, je vais partir en vacances. / Bientôt, il allait partir en vacances. »
L'adverbe de temps « bientôt », est un représentant référentiel, seulement dans le premier exemple.

### Autres représentants référentiels
Il existe en outre une série de représentants référentiels, souvent invariables, tels que : « et cetera » (abrégé en « etc. »), « et tutti quanti », « et patati, et patata », « et le reste », « et tout le tralala », « bazar », « truc », « chose », « machin », etc. : 
« Qu'est-ce que c'est que ce truc ? Machin m'a parlé de sa femme, de sa vie, de son travail, etc. »

## Représentation textuelle
La représentation textuelle est un type de représentation renvoyant à un élément linguistique. Le représenté appartient alors au co-texte (les autres mots de l'énoncé). 

### Généralités sur la représentation textuelle
Le but de la représentation textuelle est double. Il s'agit tout d'abord et bien évidemment de réaliser une économie (tout comme avec l'ellipse) en évitant une répétition, mais également, dans de très nombreux cas, d'éviter toute ambiguïté concernant l'identification du ou des référents : 
« Mon voisin a adopté un petit chien blanc. Celui-ci a aboyé toute la nuit. »
Le pronom démonstratif « celui-ci » est un représentant textuel du syntagme nominal « un petit chien blanc ». Sans la représentation textuelle, l'énoncé serait « Mon voisin a adopté un petit chien blanc. Le petit chien blanc a aboyé toute la nuit. » Celui-ci générerait alors une équivoque : s'agit-il d'un seul, ou bien de deux petits chiens blancs distincts ?
Parfois, surtout en grammaire traditionnelle, le représentant textuel est simplement appelé représentant.
- Or, selon que la succession des deux éléments en présence, fait apparaître en premier le représenté ou le représentant, la représentation sera dite anaphorique (le représenté est alors appelé antécédent) ou cataphorique (le représenté est alors appelé conséquent).

#### Anaphore
Une anaphore (ou représentant anaphorique) est un représentant textuel qui succède à son représenté. Ce premier cas est le plus habituel. 
Le mot désigne également une figure de rhétorique (cf. Anaphore). Exemple : « Ce livre, je l'ai lu ». Dans cet énoncé, l'anaphorique trouve sa référence dans les termes émis en amont : « Ce livre ».

#### Antécédent
Un antécédent est un représenté textuel précédant une anaphore ou suivant une cataphore. 
En grammaire traditionnelle, le mot antécédent était réservé au seul représenté du pronom relatif. Son sens aujourd'hui tend à être élargi à tous les représentés textuels.
« J'ai adopté un petit chien. Il est très affectueux. »
Le pronom personnel « il » est une anaphore, représentant le syntagme nominal « un petit chien » (son antécédent).
« Il est très affectueux, le petit chien que j’ai adopté. »
Le pronom personnel « il » est une cataphore, représentant le syntagme nominal « le petit chien » (son antécédent).

#### Cataphore
Une cataphore (ou représentant cataphorique) est un représentant textuel qui précède et annonce son représenté. Cette seconde forme de représentation textuelle, représentation par anticipation, est plus rare. 
Le mot désigne également une figure de rhétorique (cf. Cataphore). exemple: « Je la connais, cette femme ».

#### Conséquent
Un conséquent est un représenté textuel succédant à une cataphore.
Certains grammairiens parlent de postcédent ou encore, d'antécédent, comme pour l'anaphore.
« Quand je l'ai rencontré, Pierre m'a paru en forme. »
Le pronom personnel « l'  » est une cataphore du nom propre « Pierre », ce dernier en étant le conséquent.
« Quand tu le verras, tu demanderas à Christophe s'il peut passer chez moi ce soir. »
Le pronom personnel « le » est une cataphore du nom propre « Christophe » ; le pronom personnel « il » est une anaphore de ce même nom propre. Le représenté, c'est-à-dire, le nom propre « Christophe », est le conséquent du pronom personnel « le », et l'antécédent pronom personnel « il ».
- Antécédent ou conséquent, le représenté peut appartenir à n'importe quelle catégorie grammaticale : nom, pronom, adjectif, syntagme verbal, adverbe, mot-outil, etc. Le représentant quant à lui, qu'il soit anaphore ou cataphore, sera principalement, un nom, un pronom ou un adverbe.

### Nom, représentant textuel
Lorsqu'un nom ou un syntagme nominal est un représentant textuel, celui-ci fait nécessairement l'objet d'une actualisation complète. Il est donc déterminé, soit par un article défini, soit par un adjectif démonstratif, soit par un adjectif possessif ayant valeur de troisième personne. Par ailleurs, il s'agit presque toujours d'une anaphore. 
Quand l'antécédent de cette anaphore nominale est également un nom ou un syntagme nominal, plusieurs procédés sont à la disposition de l'énonciateur pour réaliser celle-ci.
- L'utilisation du même nom que l'antécédent :

« J'ai adopté un petit chien. Ce petit chien est très affectueux. »
L'anaphore « ce petit chien », ayant pour antécédent « un petit chien », utilise le même nom, avec cependant un déterminant différent (« un » / « ce »).
- L'utilisation d'un synonyme (un mot différent mais de même sens) de l'antécédent :

« J'ai adopté un petit chien. Ce clébard est très affectueux. »
L'anaphore « ce clébard », ayant pour antécédent « un petit chien », utilise un synonyme (pris dans le registre populaire).
- L'utilisation d'un hyperonyme (un mot dont le sens englobe celui du mot initial) de l'antécédent :

« J'ai adopté un petit chien. L'animal est très affectueux. »
L'anaphore « cet animal » est un hyperonyme de son antécédent « un petit chien ».
- L'utilisation d'un adjectif possessif ayant valeur de troisième personne. Dans ce cas, l'anaphore porte non plus sur le nom noyau (l'objet possédé), mais sur le possesseur :

« J'ai adopté un petit chien. Son pelage est très doux. »
L'anaphore « son pelage » est à la fois, un représentant référentiel renvoyant au pelage dont il est question, et une anaphore du groupe nominal « un petit chien » (son antécédent).
Lorsqu'un groupe nominal déterminé par un adjectif possessif de la troisième personne, possède une autre valeur (première ou de deuxième personne), il ne peut être analysé comme une anaphore :
« Alors, Bébé, on a fini sa soupe ? »
Le syntagme nominal « sa soupe » bien qu'introduit par un adjectif possessif de la troisième personne, ne peut être considéré comme une anaphore parce que ce possessif a une valeur de deuxième personne (= « Alors, Bébé, tu as fini ta soupe ? ». 

### Pronom, représentant textuel par excellence
Malgré son étymologie, un pronom représentant textuel n'est pas forcément mis à la place d'un nom. Il peut en effet remplacer, un autre pronom, un adjectif qualificatif, un verbe, un syntagme, une phrase, etc. : 
« Tout ce que tu m'as dit, je le savais déjà. »
Le pronom personnel « le » représente le syntagme « tout ce que tu m'as dit ».

#### Pronom personnel de la troisième personne
Un pronom personnel de la troisième personne (et ayant valeur de troisième personne, c'est-à-dire, ne constituant pas un embrayeur) est normalement un représentant textuel. 
- Il existe cependant les deux exceptions suivantes.

Le pronom personnel neutre « il », sujet grammatical des verbes impersonnels, ne joue qu'un rôle morphologique et ne représente rien :
« Il neige. Il est nécessaire de faire des économies. Il peut arriver qu'on soit malade. »
Le pronom personnel « ils », lorsque celui-ci a une valeur de pronom indéfini (signifiant = l'ensemble anonyme de ceux qui ont le pouvoir et de ceux qui l'exécutent, les employés d'une administration, d'une entreprise, les constructeurs, les scientifiques, les médecins, les médias, etc.). Dans ce cas, il s'agit d'un référentiel :
« Ils n'ont toujours pas réparé les lampadaires de l'entrée. »

#### Pronom possessif
Un pronom possessif de la troisième personne (et ayant valeur de troisième personne, c'est-à-dire, ne constituant pas un embrayeur) est normalement un représentant textuel : 
« J'ai prêté ma voiture à Charles : la sienne est en panne. »
Le pronom possessif « la sienne » constitue une double anaphore, puisqu'il renvoie à deux antécédents, « Charles » et « voiture » (= « la voiture de Charles »).
« Alors Nathalie, on emprunte les jouets de sa sœur mais on ne veut pas prêter les siens ? »
Le pronom possessif « les siens », bien qu'étant à la troisième personne, ne peut être considéré comme une anaphore (du point de vue du possesseur) parce que ce possessif a une valeur de deuxième personne (= «…tu ne veux pas prêter les tiens ? »). Ce pronom possessif peut cependant être considéré comme une anaphore, mais du seul point de vue de l'objet possédé (l'antécédent est « jouets »). 

#### Autres pronoms
- Les pronoms démonstratifs, lorsqu'ils ne sont pas employés comme déictiques, sont des anaphores ou des cataphores :

« J'ai deux amis qui vivent à Paris : Philippe et Antoine. Celui-ci est chirurgien, celui-là employé des postes. Je vous dirai ceci : contre toute attente, c'est Philippe qui gagne le plus d'argent ! »
Les pronoms « celui-ci » et « celui-là » sont des anaphores (antécédents : « Philippe » et « Antoine ») tandis que le pronom « ceci » est une cataphore (conséquent : « contre toute attente, c'est Philippe qui gagne le plus d'argent »).
- Certains pronoms indéfinis peuvent être des anaphores ou des cataphores («aucun, autre, certains, le même, nul, plusieurs, tous, un…») :

« Ces gâteaux ont l'air délicieux : j'en mangerais bien un. »
- Les pronoms numéraux (ou ceux qu'on peut analyser comme tels : « premier, le second, le dernier, ce dernier…») sont le plus souvent des représentants textuels :

« Pour encourager ses élèves, le maître a promis une récompense au premier. »
- Parmi les pronoms interrogatifs, seuls « lequel » (et ses différentes formes) et « combien » (dans certains cas) peuvent être des représentants textuels :

« Je vois que vous admirez mes tableaux : lequel préférez-vous ? »
« Parmi tous vos amis, combien sont prêts à vous rendre ce service ? »
- Les pronoms relatifs représentants textuels (tous, sauf « quiconque ») sont uniquement des anaphores. Rappelons que chaque pronom relatif transmet également la personne de son antécédent :

« Moi qui n'ai jamais fait de mal à une mouche… »

### Adverbe, représentant textuel
Il s'agit surtout de l'adverbe de lieu « là ». Dans ce cas, il peut ne pas renvoyer à un lieu : 
« Ils ont acheté une bergerie dans les Corbières. Là, ils sont sûrs d'être tranquilles. »
L'adverbe de lieu « Là » a pour antécédent « une bergerie dans les Corbières » (il s'agit bien d'un lieu).
« Tu dis que tu préfèrerais venir dans d'autres circonstances. Qu'entends-tu par là ? »
L'adverbe de lieu « là » a pour antécédent « venir dans d'autres circonstances » (il ne s'agit plus d'un lieu, mais d'une idée).

### Autres représentants textuels
- Certains verbes (appelés verbes vicaires ou verbes substituts, qui renvoient à d'autres verbes) sont des représentants textuels. Il s'agit surtout du verbe «faire», mais également, des verbes « avoir », « être », « aller », « fabriquer », etc. :

« Paul est satisfait de son nouveau travail ; pour Eliane il n'en va pas de même. / Critiquer, voilà tout ce qu'il sait faire. / Je vois que tu vas bien ; pour moi, il en est de même. »
Le verbe « aller » représente l'idée « d'être satisfait de son nouveau travail ». Le verbe « faire » représente le verbe « critiquer ». Le verbe « être » représente l'idée « d'aller bien ».
- Les adverbes d'affirmation (« oui, si, assurément…»), de négation (« non, que nenni, pas…») ou de doute (« peut-être, qui sait ? probablement…») en utilisant le mécanisme de l'ellipse, représentent de fait la partie de l'énoncée qui est supprimée :

- Tu viens ?  - Oui.
Pour « - Tu viens ? - Oui, je viens. »
- La conjonction « que » peut être employée comme anaphore de n'importe quelle autre conjonction de subordination :

« Quand tu reviendra et que tu te seras reposé, je t'expliquerai toute l'affaire. »
Pour « Quand tu reviendras et quand tu te seras reposé… » 
- Il existe en outre quelques autres remplaçants textuels, souvent invariables, tels que : « idem » (abrégé en « id. »), « homologue », « bis », etc. :

Les enfants se sont ennuyés et les parents, idem. / Au cours de cette réunion, le ministre de l'économie et celui des transports ont eu l'occasion de rencontrer leurs homologues européens.
Le mot « idem » représente le verbe « se sont ennuyés ». Le nom « homologue » représente le syntagme nominal « le ministre de l'économie et celui des transports ».

### Représentant textuel et référent
Dans la représentation textuelle, quand le représenté (l'antécédent ou le conséquent, selon le cas) renvoie lui-même à un référent (ce qui n'est pas systématique), le représentant (la cataphore ou l'anaphore, selon le cas) « renvoie lui aussi », mais de manière indirecte, « à ce même référent », par ricochet en quelque sorte. Les deux référents, celui du représentant et celui du représenté (les linguistes parlent alors de coréférence), peuvent alors être identiques ou différents : 
« Quand tu reviendras et que tu te seras reposé, je t'expliquerai toute l'affaire. »
L'antécédent « quand » ne renvoie à aucun référent ; donc, l'anaphore « que », non plus.
« J'ai adopté un petit chien. Il est très affectueux. »
L'antécédent « un petit chien » renvoie à un référent [le petit chien que j'ai adopté] ; donc, l'anaphore « Il » renvoie au même référent.
« Ces gâteaux ont l'air délicieux : j'en mangerais bien un. »
L'antécédent « ces gâteaux » renvoie à un référent [les gâteaux que je montre] ; l'anaphore « un » renvoie à un référent partiellement différent de celui de son antécédent [un gâteau parmi ceux dont on parle].
« J'ai prêté ma voiture à Charles : la sienne est en panne. »
L'antécédent « ma voiture » renvoie à la voiture de l'énonciateur ; l'anaphore « la sienne » renvoie à la voiture de Charles (il s'agit bien d'une voiture, mais pas de la même).